# Anisodes taminata
Anisodes taminata là một loài bướm đêm trong họ Geometridae.